# Bucculatricidae
Bucculatricidae hoặc (Bucculatrigidae) là một họ bướm đêm. Đây là một họ nhỏ đặc có mặt ở nhiều nơi trên thế giới. Một số tác giả xếp nó vào phân họ của họ Lyonetiidae.
Hầu hết những nhà nghiên cứu xem nó là một chi lớn riêng biệt là Bucculatrix, mặc dù có hai loài ở Úc, Cryphioxena notosema và Scribbly Gum Moth, Ogmograptis scribula đôi khi được xếp vào họ này hơn là Elachistidae.

## Các loài
Các loài gồm:
- B. absinthii

Thức ăn: Artemisia
- B. acrogramma
- B. adelpha
- B. agilis

Thức ăn: Acacia horrida
- B. agnella

Thức ăn: Ambrosia artemisiifolia
- B. ainsliella  Lưu trữ ngày 24 tháng 3 năm 2005 tại Wayback Machine

Thức ăn: Quercus
- B. alaternella

Thức ăn: Rhamnus alaternus
- B. albaciliella
- B. albedinella

Thức ăn: Ulmus
- B. albella

Thức ăn: Paliurus spina-christi
- B. albertiella

Thức ăn: Quercus
- B. albiguttella

Thức ăn: Achillea
- B. alpina
- B. ambrosiaefoliella

Recorded food plants: Ambrosia, Parthenium hysterophorus
- B. amiculella

Thức ăn: Quercus
- B. anaticula

Thức ăn: Ceanothus americanus
- B. andalusica

Thức ăn: Artemisia
- B. angustata  Lưu trữ ngày 29 tháng 9 năm 2009 tại Wayback Machine

Thức ăn: Aster, Erigeron, Solidago
- B. angustisquamella
- B. anthemidella

Thức ăn: Anthemis tinctoria
- B. argentisignella

Thức ăn: Leucanthemum vulgare
- B. armeniaca
- B. arnicella

Thức ăn: Arnica cordifolia, Artemisia tridentata
- B. artemisiella

Thức ăn: Artemisia
- B. aspyctella
- B. atagina

Thức ăn: Artemisia campestris
- B. atrosignata
- B. bechsteinella

Thức ăn: Crataegus, Cydonia oblonga, Malus, Pyrus, Sorbus
- B. benacicolella

Thức ăn: Artemisia alba
- B. benenotata
- B. bicolorella
- B. bicristata
- B. brunnescens
- B. callistricha

Thức ăn: Corylus
- B. canadensisella

Thức ăn: Betula
- B. canariensis

Thức ăn: Artemisia canariensis
- B. cantabricella

Thức ăn: Convolvulus cantabricus
- B. capreella

Thức ăn: Achillea millefolium
- B. caribbea

Thức ăn: Cordia
- B. carolinae
- B. caspica
- B. ceanothiella

Thức ăn: Ceanothus
- B. ceibae

Thức ăn: Ceiba
- B. centaureae

Thức ăn: Centaurea triniifolia
- B. centroptila

Thức ăn: Firmiana colorata
- B. cerina

Thức ăn: Quercus
- B. chrysanthemella

Thức ăn: Argyranthemum frutescens, Chrysanthemum, Gonospermum
- B. cidarella

Thức ăn: Alnus, Myrica gale
- B. clavenae

Thức ăn: Achillea millefolium
- B. columbiana

Thức ăn: Iva axillaris
- B. coniforma
- B. copeuta

Thức ăn: Prunus pensylvanica
- B. cordiaella

Thức ăn: Cordia
- B. coronatella

Thức ăn: Betula
- B. crataegi

Thức ăn: Crataegus, Pyrus
- B. crateracma

Thức ăn: Bombax ceiba
- B. cretica
- B. cristatella

Thức ăn: Achillea millefolium
- B. criticopa
- B. cuneigera

Thức ăn: Aster shortii
- B. demaryella

Thức ăn: Acer, Betula, Castanea, Corylus
- B. diffusella

Thức ăn: Artemisia maritima
- B. disjuncta
- B. divisa

Thức ăn: Balsamorhiza sagittata
- B. domicola

Thức ăn: Quercus palustris
- B. dominatrix

Thức ăn: Baccharis pilularis
- B. eclecta

Thức ăn: Ulmus pumila
- B. enceliae

Thức ăn: Encelia farinosa
- B. epibathra

Thức ăn: Grewia tiliaefolia
- B. ericameriae

Thức ăn: Ericameria arborescens
- B. errans

Thức ăn: Aster
- B. eucalypti

Thức ăn: Eucalyptus
- B. eugrapha
- B. eupatoriella

Thức ăn: Eupatorium perfoliatum
- B. eurotiella

Thức ăn: Krascheninnikovia lanata, Senecio
- B. evanescens
- B. exedra

Thức ăn: Firmiana platanifolia
- B. fatigatella

Thức ăn: Artemisia campestris, Leucanthemopsis alpina
- B. firmianella

Thức ăn: Firmiana
- B. flexuosa

Thức ăn: Acacia nilotica
- B. floccosa
- B. flourensiae

Thức ăn: Flourensia cernua
- B. formosa
- B. frangutella

Thức ăn: Rhamnus
- B. franseriae

Thức ăn: Ambrosia deltoidea
- B. frigida
- B. fugitans

Thức ăn: Corylus
- B. fusicola

Thức ăn: Helianthus
- B. gnaphaliella

Thức ăn: Helichrysum arenarium
- B. gossypiella

Thức ăn: Gossypium
- B. gossypii

Thức ăn: Gossypium
- B. helianthemi

Thức ăn: Helianthemum sessiliflorum
- B. helichrysella

Thức ăn: Helichrysum italicum
- B. herbalbella

Thức ăn: Artemisia herba-alba
- B. humiliella
- B. ilecella

Thức ăn: Ilex
- B. illecebrosa

Thức ăn: Helianthus
- B. immaculatella
- B. improvisa

Thức ăn: Tilia americana
- B. infans
- B. insolita
- B. inusitata

Thức ăn: Juniperus communis
- B. ivella

Thức ăn: Baccharis, Iva frutescens
- B. jugicola

Thức ăn: Achillea oxyloba, Leucanthemopsis alpina
- B. kendalli

Thức ăn: Colubrina texensis
- B. kimballi
- B. koebelella

Thức ăn: Artemisia californica
- B. laciniatella

Thức ăn: Artemisia laciniata
- B. lassella
- B. latella
- B. latviaella
- B. lavaterella

Thức ăn: Lavatera
- B. leptalea

Thức ăn: Artemisia dracunculus
- B. leucanthemella

Thức ăn: Chrysanthemum, Leucanthemum, Staehelina dubia
- B. litigiosella

Thức ăn: Quercus
- B. locuples

Thức ăn: Alnus serrulata
- B. longula

Thức ăn: Helianthus annuus
- B. loxoptila

Thức ăn: Gossypium
- B. luteella

Thức ăn: Quercus alba
- B. magnella

Thức ăn: Solidago
- B. maritima

Thức ăn: Aster tripolium
- B. mehadiensis
- B. mendax

Thức ăn: Dalbergia sissoo
- B. mesoporphyra
- B. micropunctata
- B. montana
- B. myricae

Thức ăn: Myrica gale
- B. needhami

Thức ăn: Helianthus
- B. nigricomella

Thức ăn: Leucanthemum vulgare
- B. nigripunctella
- B. niveella

Thức ăn: Solidago
- B. noltei

Thức ăn: Artemisia vulgaris
- B. ochristrigella
- B. ochrisuffusa

Thức ăn: Quercus alba
- B. ochritincta
- B. orophilella
- B. packardella

Thức ăn: Fagus, Quercus
- B. paliuricola

Thức ăn: Paliurus
- B. pallidula
- B. pannonica

Thức ăn: Artemisia maritima
- B. paroptila

Thức ăn: Comptonia peregrina, Myrica gale
- B. parthenica

Thức ăn: Parthenium hysterophorus
- B. parvinotata
- B. perficta
- B. phagnalella

Thức ăn: Phagnalon saxatile
- B. platyphylla
- B. plucheae

Thức ăn: Pluchea odorata
- B. polymniae

Thức ăn: Smallanthus uvedalius
- B. polytita
- B. pomifoliella

Thức ăn: Ambrosia, Amelanchier laevis, Chaenomeles japonica, Crataegus, Cydonia oblonga, Malus, Prunus, Pyrus
- B. pseudosylvella

Thức ăn: Rhamnus saxatilis
- B. ptochastis
- B. pyrivorella

Thức ăn: Pisum sativum, Pyrus
- B. quadrigemina

Thức ăn: Alcea, Althaea
- B. quinquenotella

Thức ăn: Ampelopsis, Quercus rubra
- B. ratisbonensis

Thức ăn: Artemisia campestris
- B. recognita

Thức ăn: Quercus macrocarpa
- B. regaella

Thức ăn: Helianthemum sessiliflorum
- B. rhamniella

Thức ăn: Rhamnus
- B. ruficoma

Thức ăn: Gossypium, Ipomoea batatas
- B. salutatoria

Thức ăn: Artemisia tridentata
- B. santolinella

Thức ăn: Santolina chamaecyparissus
- B. seneciensis

Thức ăn: Senecio
- B. seorsa

Thức ăn: Artemisia tridentata
- B. seperabilis

Thức ăn: Baccharis pilularis
- B. sexnotata

Thức ăn: Aster
- B. simulans

Thức ăn: Helianthus annuus
- B. solidaginiella

Thức ăn: Solidago
- B. sororcula
- B. speciosa

Thức ăn: Solidago
- B. spectabilis
- B. sphaeralceae
- B. sporobolella

Thức ăn: Sporobolus airoides
- B. staintonella

Thức ăn: Populus
- B. subnitens
- B. taeniola

Thức ăn: Salvia apiana
- B. telavivella
- B. tenebricosa
- B. tetradymiae

Thức ăn: Tetradymia axillaris
- B. thoracella

Thức ăn: Acer, Tilia
- B. thurberiella

Thức ăn: Cienfuegosia thespesioides, Gossypium
- B. transversata

Thức ăn: Ambrosia psilostachya
- B. tridenticola

Thức ăn: Artemisia tridentata
- B. trifasciella

Thức ăn: Castanea, Quercus rubra
- B. turatii

Thức ăn: Paliurus aculeatus
- B. ulmella  Lưu trữ ngày 12 tháng 3 năm 2007 tại Wayback Machine

Thức ăn: Pinus sylvestris, Quercus, Sorbus, Ulmus
- B. ulmicola
- B. ulmifoliae

Thức ăn: Ulmus
- B. ulocarena
- B. univoca

Thức ăn: Ipomoea aquatica
- B. variabilis

Thức ăn: Tidestromia, Baccharis pilularis
- B. verax

Thức ăn: Trewia nudiflora
- B. viguierae

Thức ăn: Heliomeris longifolia
- B. xenaula

Thức ăn: Sterculia
- B. zizyphella

Thức ăn: Ziziphus
- B. zophopasta

Thức ăn: Quercus garryana